# Championnat d'Écosse de football 2003-2004
Navigation
Édition précédente Édition suivante
La 107e édition du championnat d'Écosse de football est remportée par le Celtic Football Club. C’est son 42e titre de champion. Le Celtic l’emporte avec 17 points d’avance sur le Rangers FC. Le Heart of Midlothian complète le podium.
Le système de promotion/relégation reste en place : descente et montée automatique pour le dernier de première division et le premier de deuxième division : Partick Thistle FC descend  en deuxième division. Il est remplacé pour la saison 2005-2005 par Inverness CT.
Avec 30 buts marqués en 38 matchs,  Henrik Larsson du Celtic Football Club remporte pour la cinquième fois le titre de meilleur buteur du championnat.

## Les clubs de l'édition 2003-2004
| \| Aberdeen FC Glasgow · Celtic - Rangers-Partick Thistle Dundee · Dundee FC - Dundee United Édimbourg · Hibernian - Hearts Motherwell FC Kilmarnock FC Dunfermline Athletic Livingston FC \| Localisation des clubs engagés dans le championnat. |
| Aberdeen FC Glasgow · Celtic - Rangers-Partick Thistle Dundee · Dundee FC - Dundee United Édimbourg · Hibernian - Hearts Motherwell FC Kilmarnock FC Dunfermline Athletic Livingston FC                                                           |

| Club                               | Ville       |
| ---------------------------------- | ----------- |
| Aberdeen Football Club             | Aberdeen    |
| Celtic Football Club               | Glasgow     |
| Dundee Football Club               | Dundee      |
| Dundee United Football Club        | Dundee      |
| Dunfermline Athletic Football Club | Dunfermline |
| Heart of Midlothian Football Club  | Édimbourg   |
| Hibernian Football Club            | Leith       |
| Kilmarnock Football Club           | Kilmarnock  |
| Livingston Football Club           | Livingston  |
| Motherwell Football Club           | Motherwell  |
| Partick Thistle Football Club      | Glasgow     |
| Rangers Football Club              | Glasgow     |

## Compétition

### Classement
Le classement est établi sur le barème de points classique (victoire à 3 points, match nul à 1, défaite à 0).
| Rang | Équipe               | Pts | J  | G  | N  | P  | Bp  | Bc | Diff |
| ---- | -------------------- | --- | -- | -- | -- | -- | --- | -- | ---- |
| 1    | Celtic FC C          | 98  | 38 | 31 | 5  | 2  | 105 | 25 | +80  |
| 2    | Rangers FC T         | 81  | 38 | 25 | 6  | 7  | 76  | 33 | +43  |
| 3    | Heart of Midlothian  | 68  | 38 | 19 | 11 | 8  | 56  | 40 | +16  |
| 4    | Dunfermline Athletic | 53  | 38 | 14 | 11 | 13 | 45  | 52 | -7   |
| 5    | Dundee United        | 49  | 38 | 13 | 10 | 15 | 47  | 60 | -13  |
| 6    | Motherwell FC        | 46  | 38 | 12 | 10 | 16 | 42  | 49 | -7   |
| 7    | Dundee FC            | 46  | 38 | 12 | 10 | 16 | 48  | 57 | -9   |
| 8    | Hibernian FC         | 44  | 38 | 11 | 11 | 16 | 41  | 60 | -19  |
| 9    | Livingston FC        | 43  | 38 | 10 | 13 | 15 | 48  | 57 | -9   |
| 10   | Kilmarnock FC        | 42  | 38 | 12 | 6  | 20 | 51  | 74 | -23  |
| 11   | Aberdeen FC          | 34  | 38 | 9  | 7  | 22 | 39  | 63 | -24  |
| 12   | Partick Thistle FC   | 26  | 38 | 6  | 8  | 24 | 39  | 67 | -28  |

| Légende : Qualifications et relégations | Légende : Qualifications et relégations                                        |
| --------------------------------------- | ------------------------------------------------------------------------------ |
|                                         | Ligue des champions 2004-2005                                                  |
|                                         | Ligue des champions 2004-2005, deuxième tour qualificatif                      |
|                                         | Coupe UEFA 2004-2005                                                           |
|                                         | Coupe Intertoto 2004                                                           |
|                                         | Relégation en deuxième division                                                |
|                                         | T : Tenant du titre C : Vainqueurs de la Coupe d'Écosse de football P : Promus |

### Les matchs
Pendant les 22 premiers matchs chaque équipe rencontre toutes les autres une fois à domicile, une fois à l’extérieur.
Pendant les matchs de 22 à 33, chaque équipe joue une fois contre toutes les autres équipes soit à la maison soit à l’extérieur (les matchs sont tirés au sort).  Cela signifie que entre la première et la trente-troisième journée, chaque équipe aura joué 3 fois contre les autres équipe (soit 1 fois à la maison et deux fois à l’extérieur, soit 2 fois à la maison et 1 fois à l’extérieur).
Lors des matchs 34 à 38, le championnat est coupé en deux parties de 6 équipes. Les six premières se rencontrent entre elles une fois, soit à domicile soit à l’extérieur (à l’inverse des matches disputés entre la 22e et 33e journée). Les six dernières équipes font de même entre elles.

## Bilan de la saison
| Tableau d'honneur                |           |
| Compétition                      | Vainqueur |
| Championnat d'Écosse de football | Celtic FC |
| Coupe d'Écosse de football       | Celtic FC |

| Promotions et relégations |                    |
| Promus                    | Inverness CT       |
| Relégués                  | Partick Thistle FC |

## Statistiques

### Affluences
Voici la liste des affluences moyennes obtenues dans les stades des différentes équipes disputant le championnat : 
| Equipe               | Moyenne de spectateurs |
| -------------------- | ---------------------- |
| Celtic FC            | 57657                  |
| Rangers FC           | 48992                  |
| Heart of Midlothian  | 11947                  |
| Aberdeen FC          | 10389                  |
| Hibernian FC         | 9137                   |
| Dundee United        | 7787                   |
| Dundee FC            | 7089                   |
| Kilmarnock FC        | 6966                   |
| Dunfermline Athletic | 6235                   |
| Motherwell FC        | 6225                   |
| Livingston FC        | 5116                   |
| Partick Thistle FC   | 4710                   |

### Meilleur buteur
| Joueur         | buts | équipe    |
| -------------- | ---- | --------- |
| Henrik Larsson | 30   | Celtic FC |
| Chris Sutton   | 19   | Celtic FC |
| Nacho Novo     | 19   | Dundee FC |